# 1884年鐵路
此條目列出1884年發生有關鐵路運輸的事件。

## 事件

### 5月
- 5月1日：日本鐵道線（今高崎線）全線通車。

### 9月
- 9月15日：塞爾維亞首條鐵路通車。
- 9月20日：阿爾貝格鐵路隧道通車。